# Мозговая, Наташа
Наташа Мозговая (род. 6 мая 1979, Свердловск) — израильская и русскоязычная американская журналистка; одна из ведущих передачи на радиостанции «Голос Америки».

## Биография
Родилась в Свердловске в семье журналистов. 
Репатриировалась с семьей в Израиль в 1990 г.
Первая публикация (по её словам)  в русскоязычной газете в Израиле — в 11 лет, начиная с четырнадцати вела сатирическую рубрику в газете «Вести». Со временем стала редактором двух приложений.
Перевела несколько книг с русского на иврит, в том числе Пелевина.
Имеет степень бакалавра тель-авивского университета по социологии, антропологии, искусствоведению, вторая степень — политология.
В 2000 году Наташа оставила газету вести и начала работать корреспондентом в газете «Едиот ахронот».
В 2006 году вела передачу на израильском "Втором канале", однако вскоре её передачу отменили, в том числе (по её словам) из-за ее сильного русского акцента.
С 2007 года работала на "9 канале израильского телевидения". 
Сотрудничала с "Walla!."
С 2008 г. — специальный корреспондент газеты «Гаарец» в Вашингтоне.
С 2013 г. работает на радиостанции «Голос Америки», ведет ежедневную передачу.
В 2013 году писала для портала "Walla!." Сотрудничала с полковником войск ООН Андреем Линецким.
В 2015 году начала вести ежедневное ТВ-шоу «Briefing».
Лауреат премии РОТОР (2003) «Журналист года» — 2 место; РОТОР++ (2002) — «Журналист года» — 1 место.

## Семья
Проживает в Мериленде с мужем и тремя детьми.